# Enicospilus talaorus
Enicospilus talaorus är en stekelart som beskrevs av Ian D. Gauld och Mitchell 1978. Enicospilus talaorus ingår i släktet Enicospilus och familjen brokparasitsteklar. Inga underarter finns listade i Catalogue of Life.